# Wilków (powiat głogowski)
Wilków (niem. Wilkau) – wieś w Polsce położona w województwie dolnośląskim, w powiecie głogowskim, w gminie Głogów.

## Podział administracyjny
W latach 1975–1998 miejscowość należała administracyjnie do województwa legnickiego.

## Nazwa
Według niemieckiego językoznawcy Heinricha Adamy’ego nazwa miejscowości wywodzi się od polskiej nazwy drapieżnika wilka. W swoim dziele o nazwach miejscowości na Śląsku wydanym w 1888 roku we Wrocławiu wymienia on najwcześniejszą nazwę wsi jako Wilków podając jej znaczenie "Wolfsdorf" czyli po polsku "Wieś wilków". Nazwa wsi została później fonetycznie zgermanizowana na Wilkau i utraciła swoje pierwotne znaczenie.

## Zabytki
Do wojewódzkiego rejestru zabytków wpisane są obiekty:
- kościół parafialny pod wezwaniem św. Jana Nepomucena, z drugiej poł. XVIII w.
- cmentarz przy kościele, z 1769 r.
- spichrz, z XVIII w.
- dworzec kolejowy Wilków Głogowski, z poł. XIX w.

## Pozostałe informacje
Na terenie wsi znajduje się cmentarz komunalny.